# Tolked
En tolked är en ed som avläggs av tolkar i rättegångar. Tolkeden avläggs inför ett tolkuppdrag. För tolkar som sannolikt kommer att tjänstgöra upprepade gånger i domstolen kan tolkeden avläggas en gång och sedan anses gälla även för kommande tolkningar. Tolkeden lyder: "Jag N.N. lovar och försäkrar på heder och samvete, att jag efter bästa förstånd skall fullgöra det tolkuppdrag, som lämnats mig.".
Detta ska vara en garanti att översättningen sker korrekt.